# Копе (Терни)
Копе је насеље у Италији у округу Терни, региону Умбрија.
Према процени из 2011. у насељу је живело 56 становника. Насеље се налази на надморској висини од 400 м.